# Георг Кепплер
Георг Кепплер (нім. Georg Keppler; 7 травня 1894, Майнц — 16 червня 1966, Гамбург) — німецький офіцер Ваффен-СС, СС-обергрупенфюрер і генерал Ваффен-СС, кавалер Лицарського хреста Залізного хреста (1940). Учасник Першої та Другої світових війн, у роки німецько-радянської війни командував дивізіями СС «Тотенкопф», «Норд», «Дас Райх», I, III та XVIII корпусами СС.

## Біографія
Військова кар'єра
- 28 лютого 1913 — фанен-юнкер
- 19 червня 1914 — лейтенант
- 1917 — обер-лейтенант

- 21 червня 1920 — гауптман поліції
- 1 липня 1931 — майор поліції

- травень 1935 — майор

- 10 жовтня 1935 — СС-штурмбаннфюрер
- 20 квітня 1937 — СС-оберштурмбаннфюрер
- 20 квітня 1938 — СС-штандартенфюрер
- 13 травня 1940 — СС-оберфюрер
- 9 листопада 1940 — СС-бригадефюрер та генерал-майор Ваффен-СС
- 30 січня 1942 — СС-групенфюрер та генерал-лейтенант Ваффен-СС
- 20 квітня 1944 — СС-обергрупенфюрер та генерал Ваффен-СС

Георг Кепплер народився 7 травня 1894 року у місті Майнц, розташованому недалеко від Вісбадена і Франкфурта-на-Майні в родині кадрового офіцера, який закінчив свою військову кар'єру у званні оберста. 28 лютого 1913 року молодий юнак був зарахований до Імперської армії у званні фанен-юнкера і 19 червня 1914 року після закінчення навчання у військовому училищі в Глогау отримав звання лейтенанта. Для проходження служби молодого офіцера направили в престижний 73-й фузилерний піхотний полк, що носив ім'я генерал-фельдмаршала принца Альбрехта Прусського (нім. Füsilier-Regiment „General-Feldmarschall Prinz Albrecht von Preußen“ (Hannoversches) Nr. 73).

### Перша світова
З початком Першої світової війни у складі полку на Західному фронті. Під час боїв у Франції він командував піхотним взводом. З перших боїв молодий лейтенант проявив себе хоробрим і розпорядчим командиром. Але, вже 29 серпня 1914 року був важко контужений у бою. Після одужання Г. Кепплера направили для проходження подальшої служби в 19-у резервну дивізію. Командування відзначило відважного офіцера нагородами за бойові відзнаки: Залізним хрестом 1-го і 2-го ступеня, Ганзейським хрестом і брауншвейгським Хрестом військових заслуг.

### Інтербелум
Після завершення війни Г. Кепплера звільнили з армії не відразу — демобілізація проходила протягом майже року. Спочатку його перевели в піхотний полк в Позені, столиці Верхньої Сілезії. Німців в цій області було трохи менше половини населення — мільйон з 2,2 мільйона, решта були переважно поляками. Коли у серпні 1919 року спалахнуло перше Сілезьке повстання проти німецького управління Верхньою Сілезією, Г. Кепплер взяв активну участь у придушенні повстання. Реакція армії була жорстокою: близько 2 500 поляків були або повішені, або розстріляні за свою участь у заворушенні. Фактично корпусам Фрайкора вдалося відстояти чималу частину Сілезії, не допустивши, щоб польські націоналісти встановили над нею контроль. Лише у березні 1921 року Верхньосілезьке питання було вирішене на плебісциті остаточно. За його підсумками веймарській Німеччини відійшло 2/3 спірної території, а Польщі — 1/3, де знаходилися всі залізні рудники Сілезії і 80 % антрацитових копалень. Німеччина втратила 18 % загального видобутку вугілля і 70 % — цинку. За свою участь у боях в 1919 році з поляками в Сілезії Кепплер отримав спеціальну відзнаку — «Сілезького орла» 1-го ступеня.
Наприкінці 1919 року обер-лейтенант Г. Кепплер був звільнений з лав армії. 31 січня 1920 року був у тому ж званні був прийнятий на службу в поліцію безпеки в Ганновері. 21 червень 1920 року він отримав чергове звання гауптмана. У Ганновері Г. Кепплер прослужив шість років, причому в 1924 році став командиром поліцейської роти. 1 липня 1926 року був переведений у земельну поліцію (нім. Landespolizei) невеликого тюрінгського міста Гільдбурггаузен, а в 1928 році був призначений радником до управління земельної поліції Тюрінгії. З 1929 року Кепплер командував загоном земельної поліції в Єні (Тюрингія).

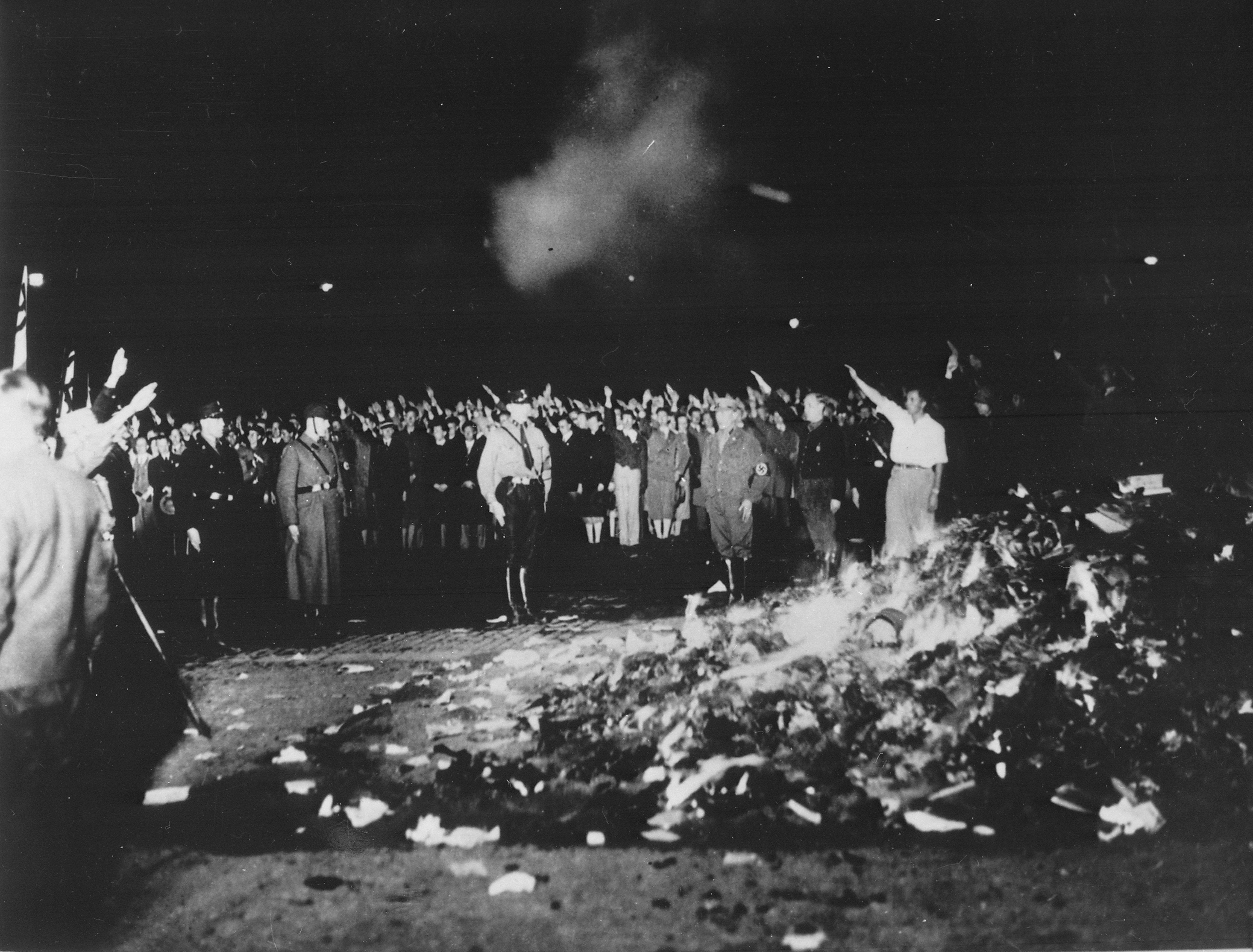
Спалення книжок у Берліні. Оперплац. Травень 1933

1 жовтня 1930 року гауптман шуцполіції вступив у НСДАП, отримавши партійний номер 338 211, і став брати участь у діяльності місцевих загонів СА. 1 липня 1931 року його отримав звання майора шуцполіції.
Після приходу нацистів до влади 30 січня 1933 року стрімкого злету в кар'єрі Г. Кепплера спочатку не відбулося. З початку з жовтня 1933 по червень 1934 року Г. Кепплер обіймав командні пости в полку земельної поліції в Мюнхені, а 20 листопада 1933 був призначений командиром шуцполіції в Готі — третьому за величиною місті Тюрингії, більше були лише Гера і Єна, а столиця землі Веймар мала практично таку ж кількість населення (трохи більше 45 тисяч чоловік).
16 березня 1935 року імперський уряд прийняв Закон про створення вермахту, оголосивши введення загальної військової повинності і різке збільшення збройних сил. Новій армії потрібні були досвідчені офіцери, і одним з найважливіших джерел, де Військове міністерство могло черпати командні кадри, була земельна поліція Німеччини. Тисячі ветеранів Першої світової війни, що займали командні посади в поліції, отримали можливість повернутися на військову службу. У вермахт відбирали кращих, а Г. Кепплер був саме таким. 24 травня 1935 року Г. Кепплер офіційно залишив службу в поліції і через кілька днів був зарахований на службу до 32-го піхотного полку вермахту. Звання майора за ним було збережено. 32-й полк був знову сформованим і входив до складу дислокованої в Гемніці 24-ї піхотної дивізії. Основу її офіцерських кадрів склали саме колишні ветерани Першої світової, звільнені у відставку в 1919—1920 роках.

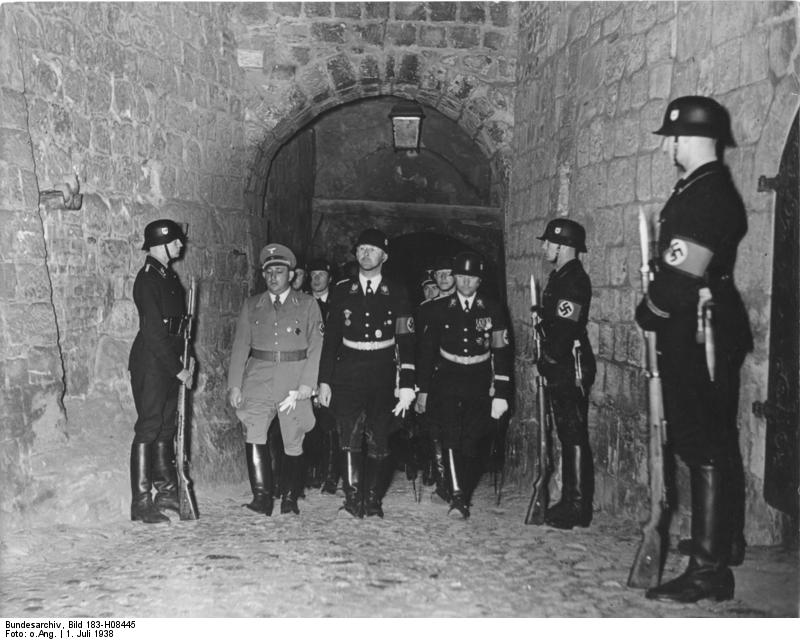
Почесна варта СС на зустрічі вищих посадовців: Рудольф Йордан (рейхсштатгальтер вільних держав Ангальт та Брюнсвік), Генріх Гіммлер і Август Гайсмаєр (начальник Головного управління СС). 1 липня 1938

Однак одночасно тривав процес підбору кваліфікованих офіцерів у щойно створені частини посилення СС. У війська СС пішли офіцери — ветерани Першої світової війни, серед яких опинився і Г. Кепплер — велику роль в переведенні зіграли не тільки його праві настрої, а й можливості для подальшої кар'єри, яких було значно більше, ніж у вермахті. До того ж Г. Кепплера приваблювала ідея створення ударних штурмових частин — не «сіра піхота», а елітні збройні формування. Вже 10 жовтня 1935 року він звільнився з армії і вступив у частину СС, отримав СС-№ 273 799, чин СС-штурмбанфюрера (що відповідало майору вермахту) і був призначений командиром 1-го штурмбанна 1-го штандарта СС «Дойчланд». 3-м штурмбанном того ж штандарта командував Ф. Штайнер.
20 квітня 1937 року Г. Кепплеру присвоїли звання СС-оберштурмбанфюрер.
У ніч на 12 березня 1938 німецькі війська вступили в Австрію і встановили контроль над її територією; австрійська армія отримала наказ не чинити опір. У цій обстановці більшість громадян Австрії 13 березня 1938 висловилося за аншлюс, і Австрія стала частиною Третього рейху. 13 березня відбувся урочистий в'їзд до Відня Адольфа Гітлера, де роль почесної варти виконували солдати Г. Кепплера. За участь в аншлюсі Г. Кепплер (як і багато його підлеглих) отримав пам'ятну медаль «13 березня 1938».
23 березня 1938 року у Відні був сформований новий штандарт частин посилення СС. Спочатку він отримав назву 3-го штандарта СС частин посилення СС (нім. SS-Standarte 3/SSVT). Ядро нового штандарта склали військовослужбовці, відряджені з штандарта СС «Дойчланд», до яких були додані австрійські добровольці. Командиром штандарта став СС-оберштурмбанфюрер Г. Кепплер, який вже 20 квітня того ж року отримав наступне звання СС-штандартенфюрера. Наприкінці 1938 року 3-й штандарт СС отримав нове почесне ім'я: він став іменуватися штандартом СС «Фюрер». Підрозділи штандарта розмістилися в таборах у Відні, Граці і Клагенфурті і почали інтенсивні тренування.
У жовтні 1938 року Г. Кепплер командував своїм штандартом під час окупації Судетської області в жовтні 1938 року, а в березні 1939 року брав участь у захопленні всій території Чехії. Після цього штандарт був розквартирований в Празі і став іменуватися вартовим полком імперського протектора Богемії і Моравії (нім. Wach-Regiment des Reichsprotektors von Böhmen und Mähren). До кінця 1938 року чисельність полку досягла майже 2,5 тисячі осіб. Однак, до початку Другої світової війни повністю завершити тренування і перетворити штандарт на готову до військових дій бойову частину йому не вдалося. За станом на вересень 1939 року штандарт «Фюрер» складався з трьох батальйонів (фактично мотопіхотних) чотириротного складу, 13-ї мотоциклетної роти, 14-ї роти вогневої підтримки, 15-ї протитанкової роти, взводу розвідувальних бронемашин, саперного взводу і оркестру. 1-м батальйоном полку командував СС-штурмбанфюрер Вільгельм Біттріх, 2-м — австрієць СС-штурмбанфюрер Фріц фон Шольц Едлер фон Реранче, 3-м — штурмбанфюрер СС Гілмар Векерле.

### Друга світова
У Польській кампанії від «Лейбштандарта СС Адольф Гітлер», у складі німецької армії взяли участь у захопленні Польщі штандарти «Дойчланд» і «Германія». Штандарт СС «Фюрер» перебував з охоронними завданнями на «Західному валі» — на випадок нападу англо-французьких військ. Після завершення кампанії розпочалося формування дивізії СС — майбутньої «Дас Рейх», до складу якої увійшли полки «Дойчланд», «Германія» і «Фюрер». Полк Г. Кепплера підпорядковувався 26-му армійському корпусу генерала артилерії А. Водріга.

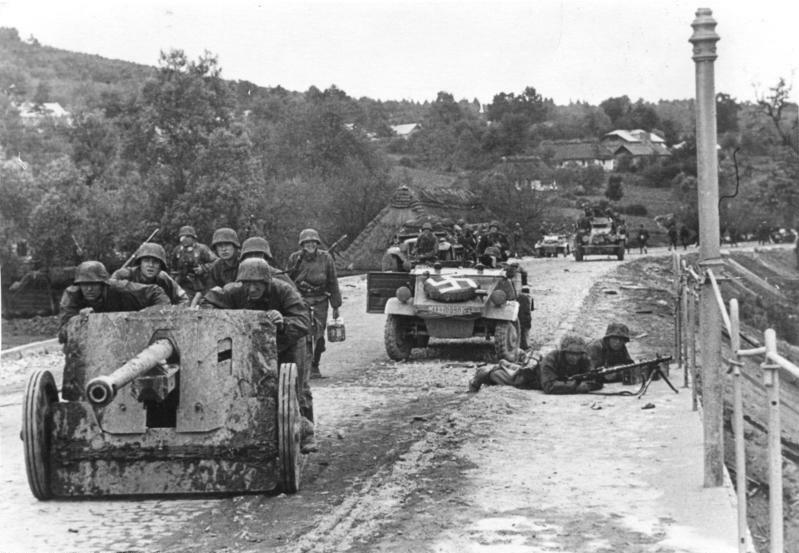
Ваффен-СС у боях в Югославії. Квітень 1941

У ніч на 10 травня 1940 року напередодні вторгнення Г. Кепплер і Й. Дітріх почали потайне висування до німецько-голландського кордону. Вранці «Фюрер» почав наступ, діючи в авангарді 207-ї піхотної дивізії генерал-лейтенанта К. фон Тідемана. 10 травня полк (тимчасово посилений 1-м батальйоном «Лейбштандарт») в районі Арнема форсував Іссель, прорвав слабкі позиції противника на лінії «Греббе» і повернув на Утрехт.

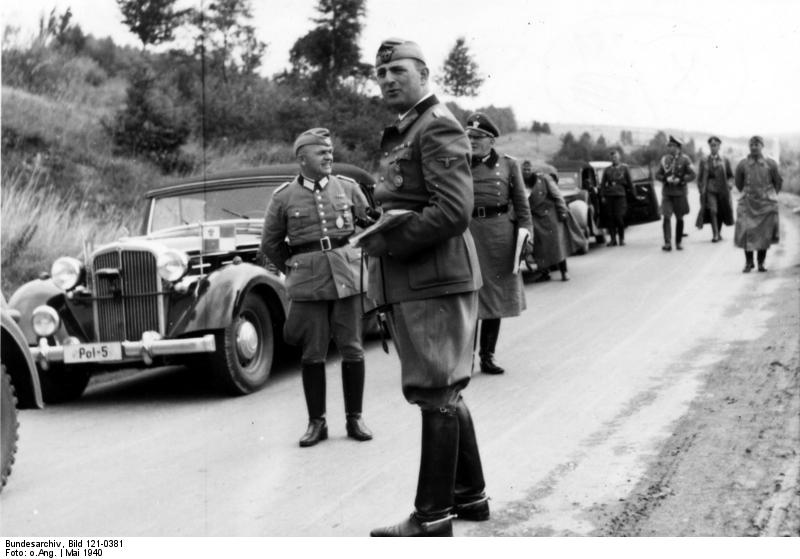
Есесівські вищі офіцери в Бургундії. Французька кампанія. Травень 1940

13 травня 1940 року через три дні після початку Голландської операції Г. Кепплеру за успішне виконання бойових завдань було присвоєне чергова звання СС-оберфюрер та одночасно нагороджено планками до Залізного хреста як 2-го, так і 1-го ступеня. 14 травня Верховне командування ухвалило рішення про перекидання дивізії посилення СС проти французьких військ, залишивши добивати залишки голландської армії частинам вермахту.
24 травня полк «Фюрер», діючи в складі дивізії Гауссера, вийшов у район Ісберга і вступив у важкі бої з англо-французькими військами (в основному з британськими) на каналі Ла-Басса (в районі Мервіля). Бої точилися на зовнішньому кільці блокованого Дюнкерського угруповання. 27 травня полки «Фюрер» і «Германія» отримали наказ наступати на Дьеп, причому по сильно пересіченій місцевості. Саме на цей період кампанії припали найважчі втрати полку: його частини потрапили під перехресний обстріл британської артилерії, але не зупинили атаку, що стало наслідком безглуздої загибелі значної кількості есесівців. У цих боях позначилися головні недоліки частин посилення СС: занадто низька підготовка (в порівнянні з вермахтом) молодшого командного складу і, як наслідок, занадто високий відсоток загибелі офіцерів і унтер-офіцерів. У той же час полк Г. Кепплера зазнав найменших втрат серед частин СС, тому що командир приділяв особливу увагу підготовці офіцерських кадрів, не роблячи ставку, як інші, виключно на тренування бойових якостей своїх підлеглих. Однак, незважаючи на втрати, есесівцям поставлену задачу вдалося виконати, і вже в ніч на 28 травня франко-британські війська почали відступ у північному напрямку.
В останніх числах травня полк «Фюрер» отримав поповнення та увійшов до складу 16-го моторизованого корпусу генерала кінноти Е. Гепнера танкової групи Клейста. 6 червня есесівський полк форсував Сомму, почавши розвивати наступ у південному напрямку. Увечері того ж дня есесівці Кепплера почали операцію з форсування річки Ера. На ранок наступного дня йому вдалося за підтримки дивізійної артилерії зломити опір французьких військ, які закріпилися на південному березі і захопити два плацдарми. Протягом трьох діб точилися важкі і кровопролитні бої, після чого командування ухвалило рішення про перекидання групи генерала Клейста на північний схід від Парижа, і плацдарми на південному березі Ера були залишені. 12 червня французький фронт впав, і через два дні група «Клейст» отримала наказ рухатися до Діжона — столиці Бургундії — з метою відрізати французькі війська, що чинили опір, спираючись на лінію Мажино в Ельзас-Лотарингії. На завершальному етапі кампанії полку «Фюрер» вже не довелося взяти участь у повноцінних бойових діях, в основному він займався ліквідацією розрізнених французьких частин, які чинили незначний спротив. Лише в ніч на 17 червня Г. Кепплеру довелося взяти участь у відбитті контратаки французів, а потім у проведенні контрудару на Ессуа — Шатійон — Беньє-ле-Жуїф. Це були останні спроби опору, і потім німецькі війська просувалися по захоплених територія лише тріумфальним маршем, захоплюючи тисячі полонених, сотні одиниць техніки і величезні запаси озброєння і військового майна.
19 липня 1940 року після тріумфального завершення Французької кампанії частини посилення СС були офіційно перейменовані фюрером у Ваффен-СС. Г. Гіммлеру було надано право сформувати Головне оперативне управління військ СС у Головному управлінні СС, що створилося у серпні 1940 року під командуванням СС-групенфюрера Г. Юттнера.
Багато офіцерів у частинах СС отримали вищі нагороди Третього Рейха. 4 липня 1940 року першим кавалером Лицарського хреста Залізного хреста став улюбленець фюрера Зепп Дітріх, а 15 серпня Лицарським хрестом були нагороджені командири двох її полків — «Дойчланд» (Фелікс Штайнер) і «Фюрер» (Георг Кепплер). 4 вересня 1940 року за результатами кампанії також був відзначений Лицарським хрестом був нагороджений командир ударної групи 11-ї роти полку СС-гауптшарфюрер Людвіг Кепплінгер.
З літа 1940 року німецькі війська у Франції, в тому числі й частини посилення СС, проводили інтенсивну підготовку до операції «Зеєлове» — висадки на Британські острови. З вересня полк виконував окупаційні функції в Західній Франції.
9 листопада 1940 року Г. Кепплер отримав звання СС-бригадефюрера і генерал-майора Ваффен-СС.
28 березня 1941 року у зв'язку із загостреним суспільно-політичної ситуації на Балканах дивізія СС «Райх» у повному складі почала перекидання до Румунії, де зосередилася в районі міста Тімішоара. 6 квітня полк «Фюрер» почав наступ на Белград. Югославська армія виявилася непідготовленою до війни, й 12 квітня, змітаючи на своєму шляху ослаблені частини противника, дивізія «Райх» увірвалася в Белград, а 17 квітня югославська армія капітулювала.
Після завершенні кампанії в Югославії дивізію перекинули до Польщі, де вона приступила до підготовки до вторгнення до СРСР. Полк СС «Фюрер» СС-бригадефюрера Г. Кепплера у складі дивізії СС «Райх» увійшов до 46-го моторизованого корпусу (генерала танкових військ Г. фон Фітингофа 2-ї танкової групи. В оперативній побудові танкової групи генерал-полковника Г. Гудеріана XXXXVI моторизований корпус входив до другого ешелону й мав завдання з початком воєнних дій діяти на Брестському напрямку, рушити в обхід Бреста з півночі та півдня на схід.

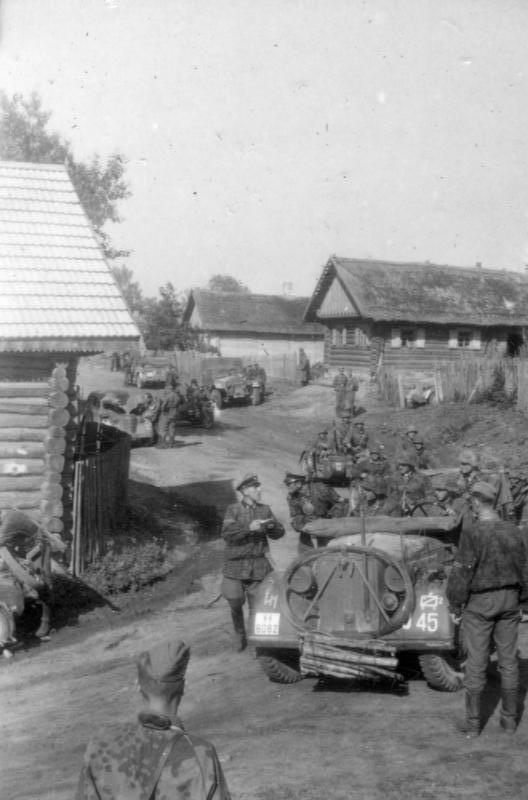
Підрозділ дивізії СС «Мертва голова» на радянській землі. Червень 1941

### Німецько-радянська війна
22 червня 1941 року розпочалося вторгнення німецького вермахту до Радянського Союзу. В результаті битви основні сили радянського Західного фронту опинилися в оточенні і були частково розгромлені, частково дезертирували, частково пішли в партизани, частково потрапили в полон. 28 червня німецькі війська взяли Мінськ. Долаючи опір Червоної армії, дивізія СС «Райх» стрімко рвалася до Москви і 10 липня досягла Єльні на річці Десна.
6 липня 1941 командир дивізії СС «Мертва голова», що діяла у складі 4-ї танкової групи, Теодор Ейке був важко поранений. Автомобіль, в якому він їхав на свій командний пункт, підірвався на радянській міні; Т. Ейке сильно пошкодив праву ногу і був евакуйований до Берліна, де лікувався до вересня. Командування дивізією тимчасово прийняв начальник її штабу СС-штурмбанфюрер Г. Ламмердінг. 11 липня Г. Гіммлер віддав наказ про призначення Георга Кепплера виконуючим обов'язки командира дивізії СС «Мертва голова» замість пораненого Ейке. У цей час «Мертва голова» вела дивізією важкі бої в районі озера Ільмень. 19 липня командир LVI моторизованого корпусу (до якого входила нова дивізія Г. Кепплера) генерал танкових військ Еріх фон Манштейн перекинув дивізію прикрити свій правий фланг. В результаті есесівцям довелося вести бойові дії на південь від озера Ільмень, де місцевість була багата густими лісами і болотами.
Потім дивізія була передана в XXVIII армійський корпус генерал від інфантерії М. Вікторина, і їй була поставлена задача прорвати позиції противника по річці Мшага. 10 серпня німці, за підтримки штурмової авіації, пішли на штурм. Незважаючи на великі втрати — радянська артилерія вела шквальний вогонь, а власна загрузла в болоті, — частинам Г. Кепплера вдалося захопити передмостові зміцнення і відбити кілька контратак. Однак розвинути наступ Г. Кепплеру не дали — М. Вікторин наказав дивізії прикрити фланг корпусу.

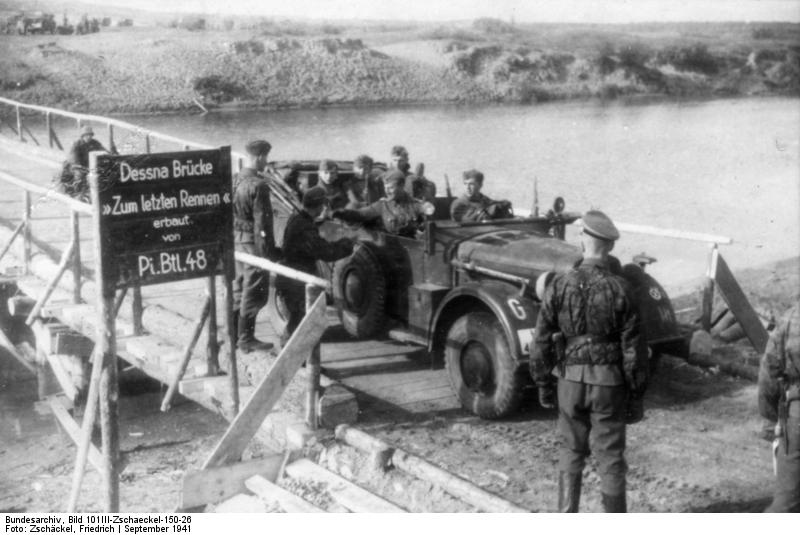
Есесівці дивізії СС «Мертва голова» долають Десну на автомобілях. Вересень 1941

У середині серпня 1941 року дивізію повернули до LVI моторизованого корпусу, який отримав наказ допомогти Х армійському корпусу генерала артилерії К. Гансена, атакованому частинами 34-ї радянської армії в районі Старої Русси. Зранку 19 серпня німці перейшли в контрнаступ, «Мертва голова» розгромила противника, захопивши близько 800 полонених. До 25 серпня війська 34-ї і 11-ї радянських армій були відкинуті на лінію річки Ловать. Потім Г. Кепплер організував переслідування відступаючих радянських військ і 20 серпня захопив переправи через річку Полість, відрізавши шляхи до відходу 34-ї армії. У цей день радянський «фронтовий контрнаступ» повністю захлинувся: в результаті безвідповідальних дій командування Ленінградського фронту частини радянських військ опинилися в оточенні і в більшості своїй були знищені. Трофеї дивізії були величезні — в ході цієї операції вона захопила полонених більше, ніж за всю кампанію 1940 року на Заході.
Наприкінці серпня 1941 частини дивізії СС «Тотенкопф», долаючи запеклий опір Червоної армії, розвинула наступ на Дем'янськ. 28 серпня Кепплер отримав наказ форсувати річку Пола, однак провести операцію йому не вдалося: позначилися втома військ, радянські контратаки, а також погані комунікації, що розкиснули від дощів. До цього часу втрати дивізії досягли майже 5 тисяч осіб — приблизно третину особового складу. 5 вересня, дочекавшись поліпшення погодних умов, есесівцям Г. Кепплера вдалося захопити плацдарм на східному березі Поли, а потім почати наступ, однак витримати високий темп йому не вдалося, тим більше що 11—12 вересня радянське командування провело самовбивчу контратаку в районі Дем'янська. Дивізія перейшла до оборони. 21 вересня 1941 року з Німеччини повернувся штатний командир дивізії, ще не до кінця вилікуваний Т. Ейке і прийняв командування своєю дивізією.
СС-бригадефюреру Г. Кеплеру запропонували вирушити до Фінляндії, де в той час бойова група «Норд» розгорталася в однойменну дивізію СС. Правда, призначення знову, як і в випадку з «Мертвою головою», носило тимчасовий характер: її командир СС-бригадефюрер К. Демельгубер був відкликаний до Німеччини, де йому було доручено очолити інспекцію унтер-офіцерських шкіл СС у складі Головного оперативного управління військ СС.
Дивізія «Норд» під командуванням XXXVI командування особливого призначення вела бойові дії на Крайній Півночі в Лапландії, на північному фланзі німецько-радянської війни. У взаємодії з фінськими військами німці намагалися захопити Мурманська — стратегічно важливий радянський морський порт. Починаючи з 29 червня 1941 року, дивізія СС «Норд» вела в основному виснажливі позиційні бої, несучи великі втрати в суворому північному кліматі: обмороження, лихоманка, дизентерія косили ряди есесівців. Різко погіршився стан здоров'я і у Г. Кепплера, вже в жовтні довелося терміново відкликати з Берліна Демельгубера і на літаку евакуювати Г. Кепплера до Німеччини.
30 січня 1942 року Кепплер, який перебував на лікуванні в госпіталі отримав звістку про те, що йому присвоєно звання СС-групенфюрера і генерал-лейтенанта Ваффен-СС. Після цього він ще більше двох місяців проходив курс реабілітації, і тільки на початку квітня лікарі видали епікриз, що він може знову повернутися на фронт. Авторитет Г. Кепплера як одного з кращих і найбільш підготовлених командирів військ СС був вкрай високий, і тому, як тільки стало відомо про його одужання, Г. Гіммлер віддав наказ про призначення СС-групенфюрера командиром однієї з кращих дивізій СС — «Райх». Її колишній командир М. Кляйнгайстеркамп був відправлений до Фінляндії очолити гірську дивізію СС «Норд». 19 квітня 1942 року Кепплер офіційно став командиром дивізії СС «Райх», яка була щойно відведена з радянсько-німецького фронту і відправлена на відпочинок і відновлення боєздатності на Захід. Г. Кепплеру як хорошому командиру доручили складний процес відтворення дивізії й підготовки новобранців. У вересні 1942 року після завершення повного циклу доукомплектування та перепідготовки дивізію включили до складу Командування танкових військ СС 15-ї армії групи армій «D» в Нормандії.
15 жовтня 1942 дивізія СС «Райх» була перейменована на дивізію СС «Дас Райх» (нім. SS-Division «Das Reich»). Одночасно у Франції йшло переформування дивізії в моторизовану. 9 листопада 1942 року дивізія отримала нову офіційну назву моторизованої (панцергренадерської) дивізії СС «Дас Рейх» (нім. Panzer-Grenadier-Division «Das Reich»). А вже 10 листопада дивізія взяла участь в окупації південної частини Франції.
У лютому 1943 року після нищівного розгрому вермахту у Сталінградському котлі становище на радянсько-німецькому фронті в черговий раз загострилося, і було ухвалено рішення про перекидання дивізії СС «Дас Райх» на Східний фронт. Однак, через різке погіршення стану здоров'я командира в черговий раз госпіталізували, де провели операцію з видалення пухлини мозку. Командування «Дас Райхом» прийняв на себе командир її танкового полку СС-оберфюрер Герберт-Ернст Валь.
Після операції лікарі зробили висновок, що використання Г. Кепплера на фронті не бажано. Однак Рейхсфюрер-СС все ж вважав за можливе використовувати Г. Кепплера — незважаючи на різке збільшення чисельності військ СС і навіть переведення до їхнього складу низки офіцерів вермахту кадровий голод не був подоланий до самого кінця війни. 31 серпня 1943 року СС-групенфюрер Г. Кепплер був призначений командувачем військами СС у Протектораті Богемії та Моравії. На Г. Кепплера був покладений контроль за бойовою підготовкою, постачанням і комплектуванням підрозділів військ СС, які перебували на його території. 20 квітня 1944 року Г. Кепплер отримав своє останнє звання в системі СС — СС-обергрупенфюрера і генерала Ваффен-СС.
16 серпня 1944 року він отримав посаду командира найпрестижнішого корпусу СС — I танкового. Цей корпус був повністю знекровлений — практично знищений у Фалезькому котлі, — і його залишки були відведені в Айфель на переформування. 30 жовтня Кепплер передав командування I танковим корпусом СС СС-групенфюреру і генерал-лейтенанту Ваффен-СС Герману Пріссу і відбув на радянсько-німецький фронт. Г. Кепплеру доручили прийняти від Ф. Штайнера III (германський) танковий корпус СС. У цей час корпус вів важкі бої в Курляндскому котлі, відчайдушно намагаючись виконати наказ фюрера «ні кроку назад».
1 листопада 1944 року СС-обергрупенфюрер Г. Кепплер був призначений командувачем військами СС в Угорщині, одночасно зберігаючи за собою пост командира III танкового корпусу СС, хоча фактично ці обов'язки він вже не виконував. У грудні 1944 — січні 1945 року відбулась велика битва за Будапешт, в оточенні в столиці Угорщини виявилися блокованими три дивізії СС: 8-ма кавалерійська дивізія СС «Флоріан Гайєр», 22-га добровольча кавалерійська дивізія СС «Марія Терезія» і 18-та добровольча танко-гренадерська дивізія СС «Горст Вессель». Однак функції генерала були обмежені лише інспекторськими і адміністративними обов'язками, а також підготовкою поповнень, що в умовах фронту, що стрімко наближався, було справою практично нездійсненним. Оборона Будапешта, незважаючи на те, що Гітлер кинув на прорив блокади елітні дивізії СС терміново перекинуті із Заходу, закінчилася катастрофою. 12 лютого 1945 року оточене в місці угруповання капітулювало і три дивізії СС практично перестали існувати.
2 лютого 1945 року посада командувача військами СС в Угорщині була ліквідована, а Г. Кепплер через два дні отримав нове призначення — командира XVIII корпусу СС, який знаходився в Ельзасі в складі 19-ї армії генерала піхоти Г. фон Обстфельдера групи армій «G». На цей час до складу корпусу входили 159-та піхотна дивізія (генерал-майор Генріх Беркі), 189-та (генерал-майор Е. фон Бауер), 805-та (генерал-майор резерву Рудольф фон Оппен) і 405-та (генерал-лейтенант Віллі Зеегер, з 22 лютого — генерал-лейтенант Карл Фауленбах) дивізії, а також 1005-та піхотна бригада. Попри назві жодної есесівської частини у корпусі не було, ключові посади в штабі корпусу СС займали офіцери вермахту: оберст-лейтенант Курт Гербер став начальником штабу корпусу, командувачем артилерії — оберст Леофрід фон Гартлейн, 1-м офіцером Генштабу — майор Руді Альтштадт. Правда, багато штабні посади все ж займали есесівці: так, 3-м офіцером Генштабу (начальником розвідки) був СС-штурмбанфюрер Фрітц Клейн, а корпусним ад'ютантом — СС-штурмбанфюрер Губерт Зіберт.

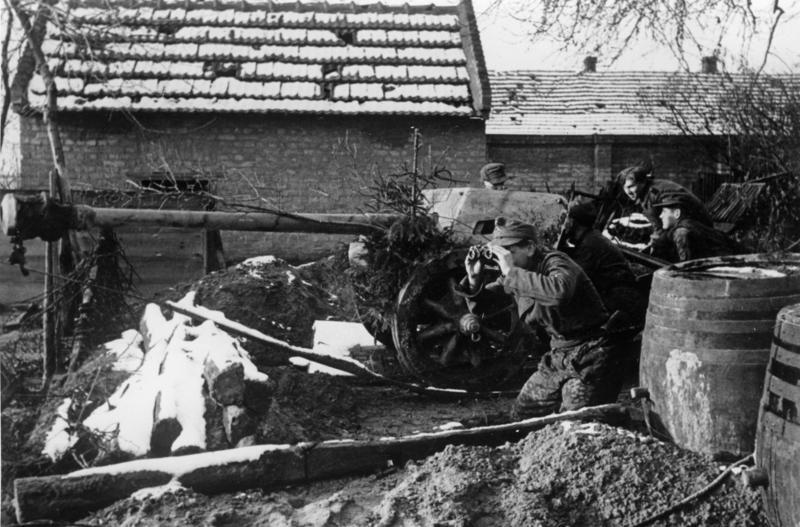
Підрозділ німецької протитанкової артилерії з гарматою Pak 40 на позиції в Будапешті. Зима 1945

У січні 1945 року в ході наступу франко-американських військ в Ельзасі корпус зазнав величезних втрат і після цього фактично існував тільки на папері. Хоча до кінця війни з'єднання Кепплера і іменували «корпусом», на 1 квітня 1945 року частини в більшості своїй становили швидше бойові групи, ніж повноцінні дивізії і бригади. Правда, 14 квітня 1945 року 805-та дивізія була перейменована на 352-ю фольксгренадерську дивізію, але це абсолютно не позначилося на її цінності як бойової одиниці. Під тиском наступаючих військ союзників Г. Кепплер відвів залишки корпусу в Шварцвальд (Баварія), де у травні 1945 року отримав звістку про беззастережну капітуляцію Німеччини.
Однак, командир XVIII корпусу СС віддав наказ скласти зброю та здатися американцям лише 22 травня 1945 року. Опинившись в полоні, Г. Кепплер змінив багато таборів для військовополонених і так як він був вищим офіцером СС, звільнення йому довелося чекати досить довго. 1948 році Георг Кепллер був відпущений на свободу.
Після повернення з табору військовополонених Г. Кепплер оселився в Гамбурзі, де і помер 16 червня 1966 року. Лікарі визначили причину смерті як «наслідки поранень, отриманих під час війни».
Сучасники, а також деякі західні історики оцінюють Г. Кепплера як одного з найбільш грамотних старших командирів військ СС, відзначаючи, що за своїми професійними якостями він різко виділявся серед інших командирів корпусів СС.

## Звання
- Фанен-юнкер (28 лютого 1913)
- Лейтенант (18 червня 1914)
- Обер-лейтенант (1917)

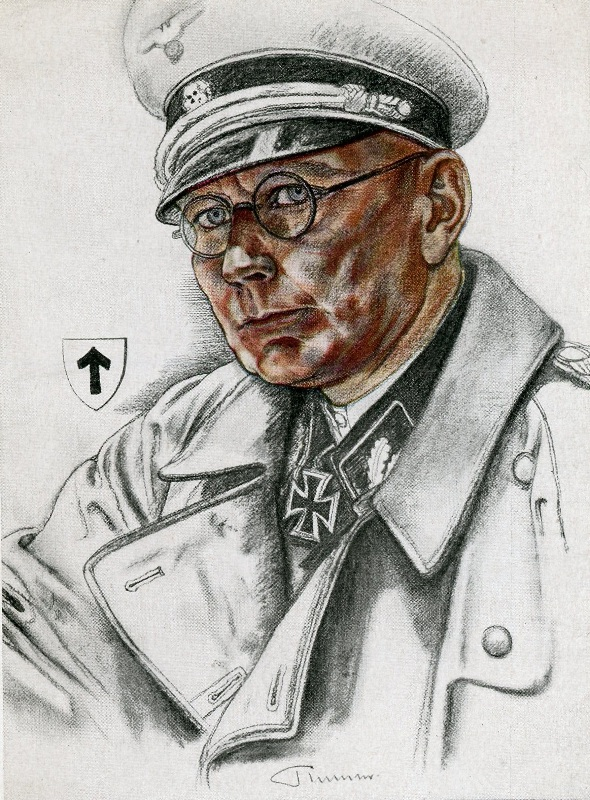
Портрет оберфюрера СС Кепплера. Автор — Вольфганг Вілльріх.

- Гауптман шуцполіції (21 червня 1920)
- Майор шуцполіції (1 липня 1931)
- Штурмбаннфюрер СС (10 жовтня 1935)
- Оберштурмбаннфюрер СС (20 квітня 1937)
- Штандартенфюрер СС (20 квітня 1938)
- Оберфюрер СС (13 травня 1940)
- Бригадефюрер СС і генерал-майор військ СС (9 листопада 1940)
- Групенфюрер СС і генерал-лейтенант військ СС (30 січня 1942)
- Обергрупенфюрер СС і генерал військ СС (20 квітня 1944)

## Нагороди

### Перша світова війна
- Залізний хрест 2-го і 1-го класу
- Ганзейський Хрест (Гамбург)
- Хрест «За військові заслуги» (Брауншвейг) 2-го класу
- Нагрудний знак «За поранення» в сріблі

### Міжвоєнний період
- Сілезький Орел 2-го і 1-го ступеня
- Почесний хрест ветерана війни з мечами
- Почесна шпага рейхсфюрера СС
- Кільце «Мертва голова»
- Медаль «У пам'ять 13 березня 1938 року»
- Медаль «У пам'ять 1 жовтня 1938» із застібкою «Празький град»

### Друга світова війна
- Застібка до Залізного хреста 2-го і 1-го класу
- Лицарський хрест Залізного хреста (15 серпня 1940)
- Медаль «За зимову кампанію на Сході 1941/42»